# Pyramidula jaenensis
Pyramidula jaenensis ist eine Schneckenart in der Familie der Pyramidenschnecken (Pyramidulidae) aus der Unterordnung der Landlungenschnecken (Stylommatophora).

## Merkmale
Das rechtsgewundene Gehäuse ist hochkonisch und misst 2,5 bis 3,15 mm in der Höhe und 1,9 bis 2,5 mm in der Breite (nach Martínez-Ortí). Der H/B-Index variiert von 1,06 bis 1,47, im Mittel 1,24. Das Gehäuse ist immer somit meist deutlich höher als breit, Es hat 5 bis 5½ langsam zunehmende Windungen, die an der Peripherie gut gerundet, und durch eine tiefe Naht voneinander abgesetzt sind. Die letzte Windung fällt leicht aus der Windungsachse ab. Die Seitenlinie ist konvex gebogen, das Gehäuse ist daher im Umriss leicht breit-eiförmig. Die Mündung ist rundlich und erreicht ein Drittel der Gehäusehöhe, Sie ist durch den vorigen Umgang kaum eingedellt. Der Mundsaum ist meist einfach, gerade und scharf auslaufend, lediglich im Nabelbereich kann er etwas umgeschlagen sein. Der Nabel ist offen und misst weniger als ein Viertel der Gehäusebreite.
Das Gehäuse ist hornbraun gefärbt, Schale ist sehr dünn. Die Oberfläche weist gröbere bis sehr feine, mehr oder weniger deutliche Anwachsstreifen, und meist kräftigere, radiale Linien in unregelmäßigen Abständen auf.
Im männlichen Trakt des Genitalapparates dringt der wenig gewundene, kurze Samenleiter apikal in den Epiphallus ein. Der dicke Penis ist vergleichsweise sehr kurz. Etwa in der Mitte des Penis ist ein großer, sackförmiger Appendix ausgebildet. Der Penisretraktormuskel setzt am Epiphallus an. Im weiblichen Trakt ist der freie Eileiter nur halb so lang wie die Vagina. Die Spermathek ist klein und länglich-elliptisch in der Form. Sie sitzt auf einem kurzen Stiel. Die Eiweißdrüse ist länglich-eiförmig und sehr groß.

## Ähnliche Arten
Pyramidula jaenensis ist innerhalb der Gattung Pyramidula die Art mit dem am meisten hochkonischen Gehäuse, das eine breit-eiförmige Außenlinie hat. Sie ist häufig mit Pyramidula pusilla vergesellschaftet, die sich aber durch das gedrückt-konische Gehäuse deutlich unterscheidet.

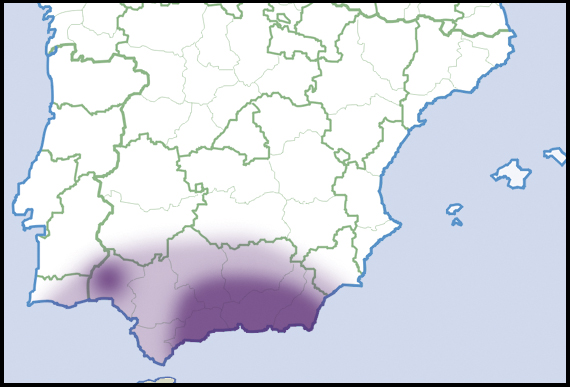
Verbreitungsgebiet der Art

## Geographische Verbreitung und Lebensraum
Das Verbreitungsgebiet ist auf Südspanien und Südportugal beschränkt. Sie lebt dort auf Kalkfelsen.

## Taxonomie
Das Taxon wurde von Stephan Clessin als Helix (Patula) Jaenensis aufgestellt. Es wird heute allgemein als gültiges Taxon akzeptiert.